# Quartier des banques à Reims
Le quartier des banques à Reims est un quartier de la commune de Reims, situé au sein du département de la Marne, en région Grand Est, en France.

## Situation et accès
Il est situé principalement le long de la rue Carnot.

## Historique
Lors de la reconstruction après la grande guerre, la rue Carnot est élargie et accueille des établissements bancaires de l’époque (Le Crédit Lyonnais, La banque Chapuis,…).

## Signalétiques
Ce quartier a fait successivement l’objet des signalétiques suivantes :
- Panneau n°24, du Quartier des Banques, dessiné par Philippe Starck (parfois appelés « pelles à Starck » ou « sucettes Starck »), dont le texte suit :

« Quartier des Banques
Les années 1920 ont vu plusieurs banques se regrouper à cet endroit de la ville. A l'angle sud-ouest de la rue Carnot, André Narjoux, architecte du Crédit Lyonnais, a conçu pour l’agence de Reims (1923) une façade imposante, avec colonnes, pilastres et balcons autour d'une rotonde d'angle et un vaste hall a colonnade dorique et verrière sur voûte à caisson. L’architecte Émile Dufay a doté la banque Chapuis, au n°14 de la rue Carnot, d’un établissement monumental marqué lui aussi par l’héritage du XIXe siècle, ou des statuts mythologiques apparaissent. Victime de la crise de 1929, cette banque fut remplacée de 1934 à 1994 par le Conservatoire de musique. Repris et reconstruit par la Caisse d’Epargne, l’immeuble a retrouvé sa vocation d'origine en conservant seulement sa façade.
Banking district. Buildings from the 20's.
24 »
- Visit’Reims / Sur les pas de l’Art déco/ Banques de la rue Carnot, panneau de l’agence ent.id.

## Bâtiments remarquables et lieux de mémoire
- no  25 : Crédit Lyonnais construit en 1924 par l'entreprise Blondet [1].
- no  14 : Immeuble de la Caisse d'épargne (ancienne banque Chapuis puis ancien conservatoire municipal de musique), immeuble réalisé entre 1922 et 1924 par l'architecte Émile Dufay-Lamy.
- no  10 : actuellement immeuble de la Société BNP Paribas.
- no  1 : actuellement immeuble de la Société Générale.

### Bâtiment au n°25
Au n°25, l'architecte André Narjoux a construit, pour le Crédit Lyonnais, une imposante façade à colonnes avec une entrée d'angle arrondie qui donne sur un grand hall.

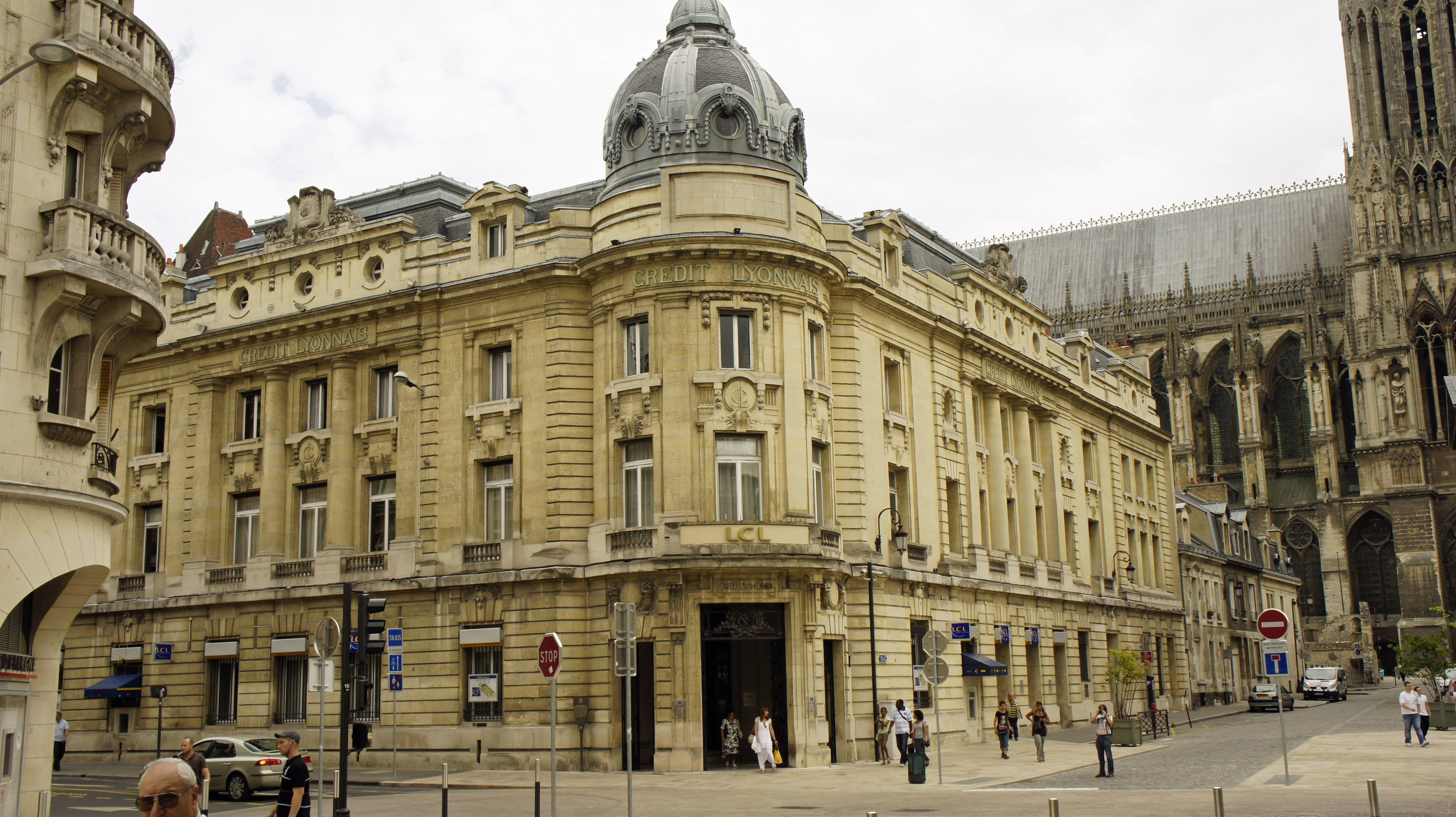
Immeuble du Crédit Lyonnais.
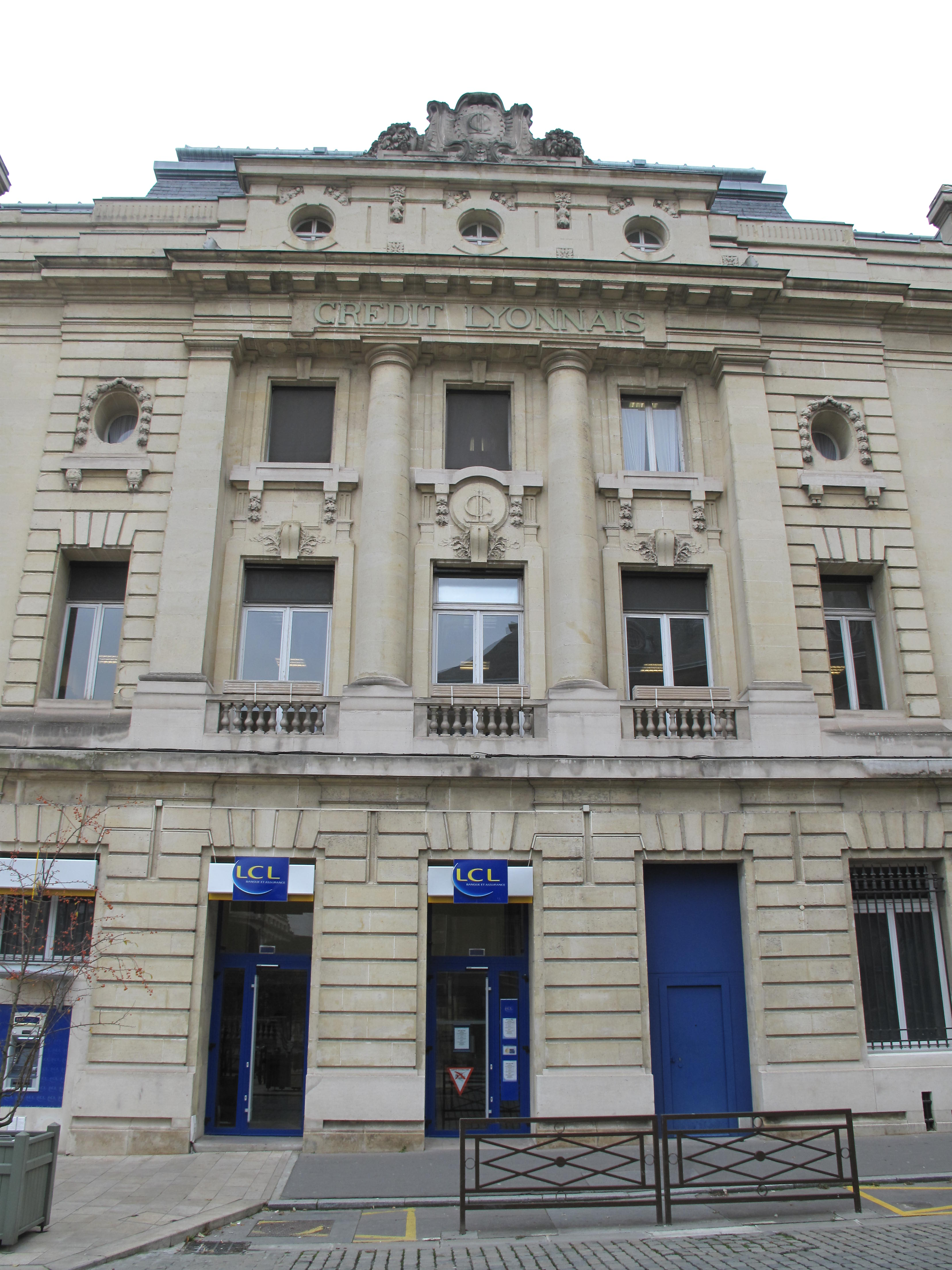
Facade de l’immeuble du Crédit Lyonnais.

### Bâtiment au n°14
Le bâtiment original a été réalisé entre 1922 et 1924 pour la banque Chapuis. Elle est l'œuvre de l'architecte Émile Dufay-Lamy. En façade, les quatre statues mythologiques sont de Louis-Aimé Lejeune.
La banque Chapuis a été victime de la crise de 1929.
Le bâtiment a été utilisé, de 1934 à 1994, comme Conservatoire de Musique avant qu’il ne soit transféré rue Chanzy et devienne le Conservatoire à rayonnement régional de Reims.
Le bâtiment, repris et reconstruit par la Caisse d'Epargne, a retrouvé sa vocation d'origine en conservant uniquement sa façade.

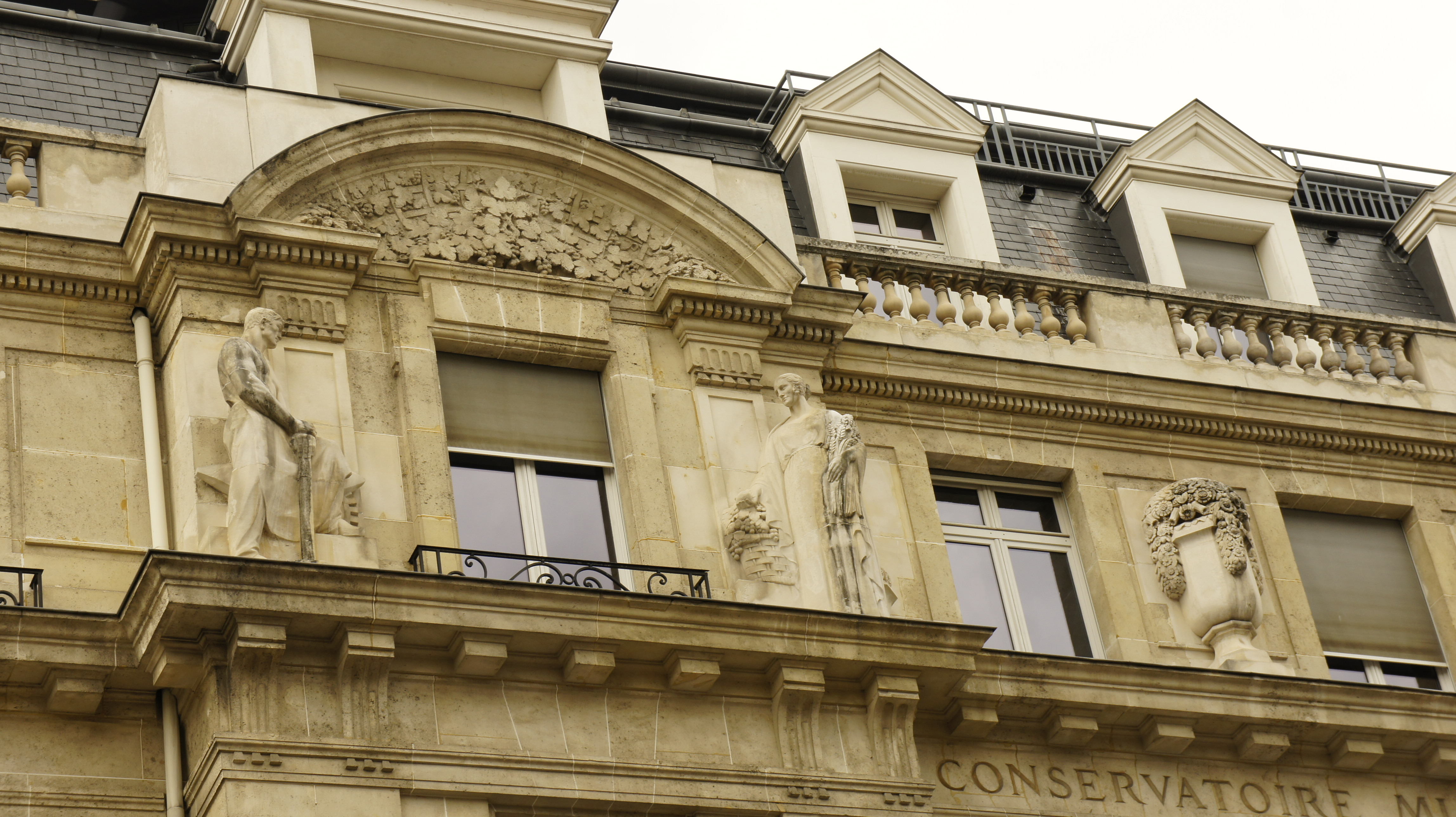
Détail de la façade de l'ancien conservatoire.

### Bâtiment au n°10
Au n°10, l'immeuble est occupé par la Société BNP Paribas.

### Bâtiment au n°1
Le bâtiment de la Société générale est l’œuvre de l’architecte Max Sainsaulieu. Il est inauguré le 26 mai 1912.La façades sur la place et les rues et toiture ont été classées par arrêté du 12 mai 1925. Cet édifice est répertorié dans la base Mérimée, base de données du patrimoine architectural tenue par le ministère français de la Culture, sous la référence PA00078803.

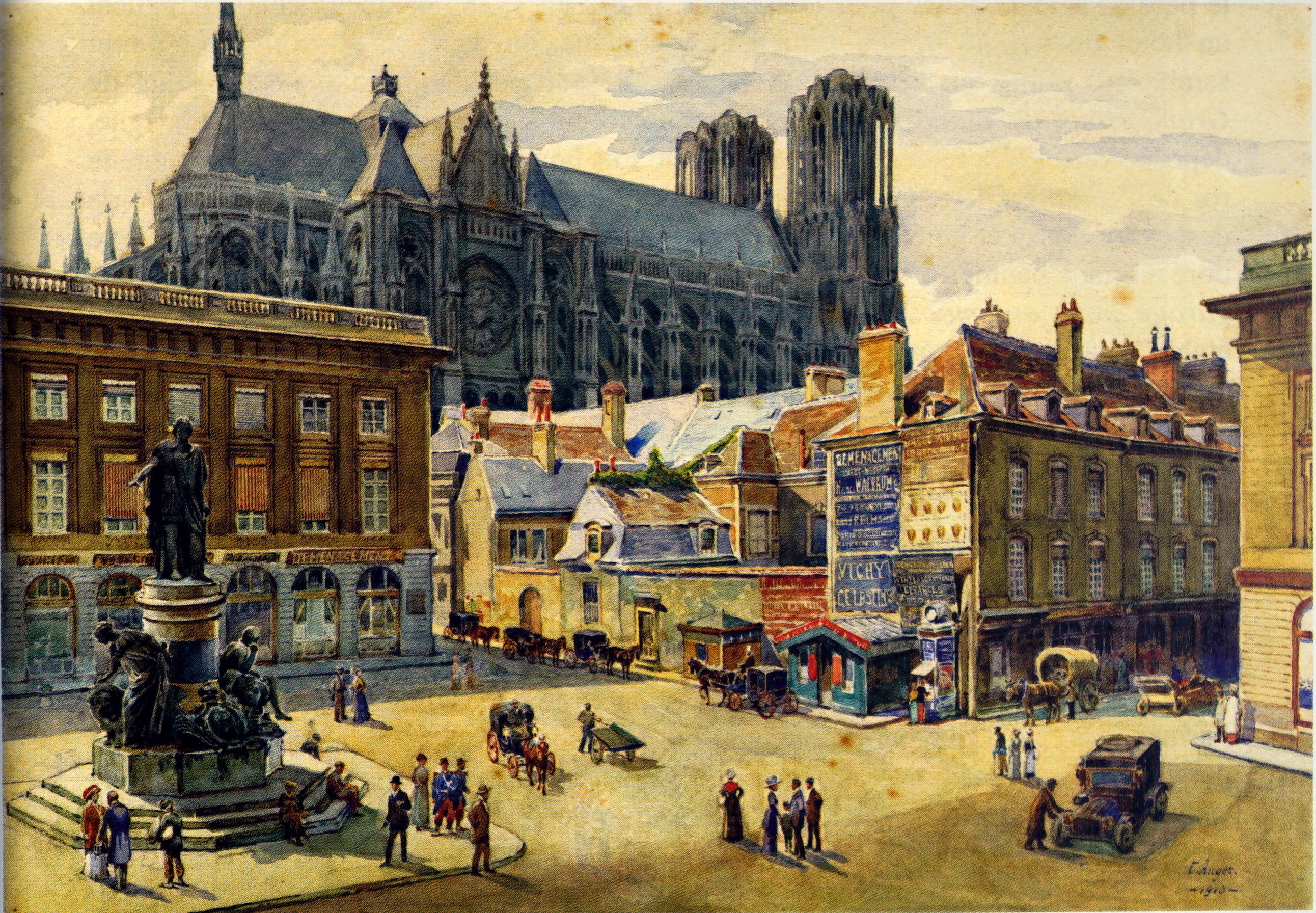
Ancien bâtiments à droite de l’ancienne Douane, détruits pour construire l’immeuble, dessin d'Eugène Auger,
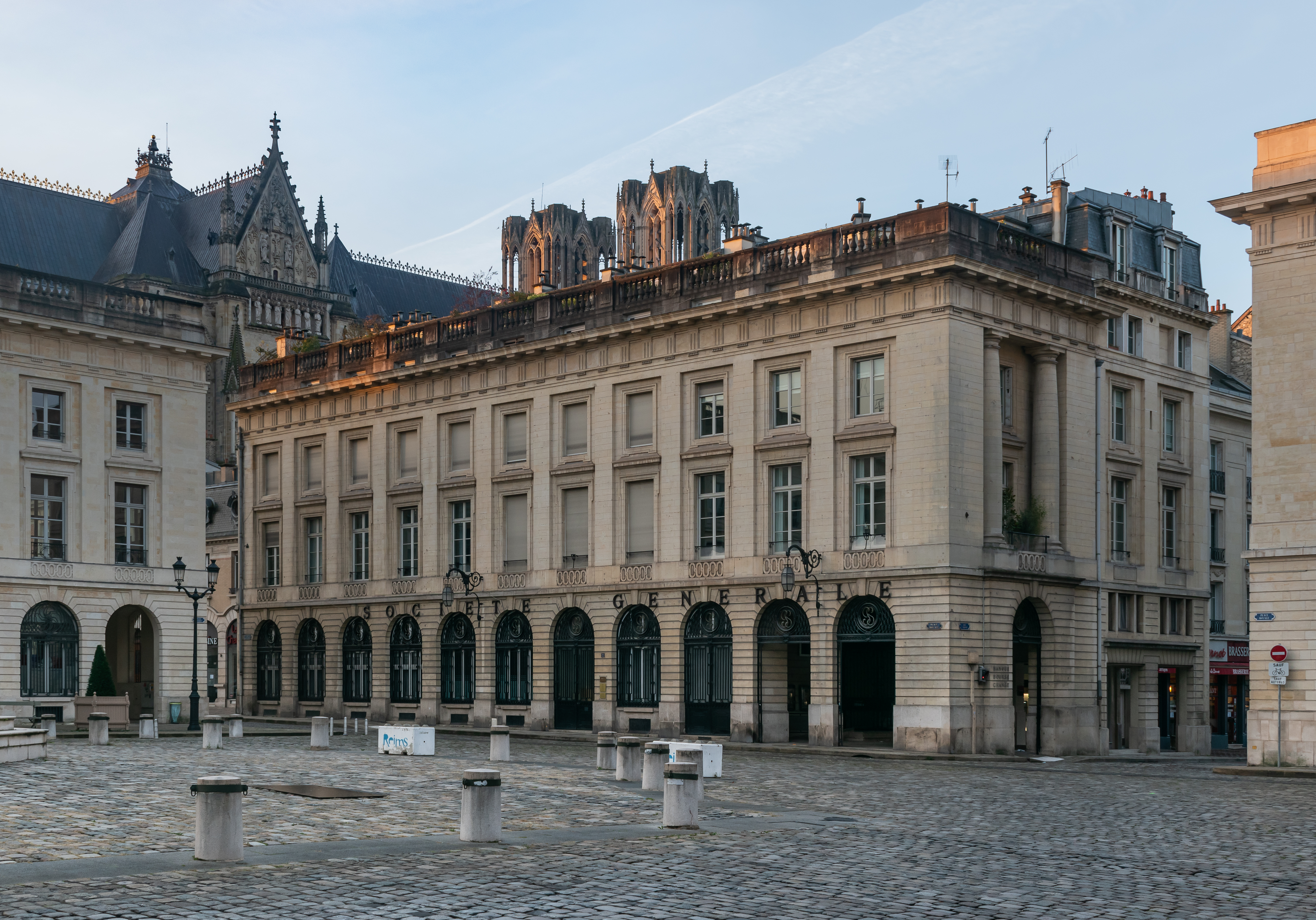
la façade actuelle sous le même angle.